# Mikael Dorsin
Mikael Dorsin (ur. 6 października 1981 roku w Lidingö) – szwedzki piłkarz występujący na pozycji obrońcy. Obecnie gra w norweskim Rosenborgu Trondheim.

## Kariera klubowa
Mikael Dorsin zawodową karierę rozpoczynał w 1998 roku w Djurgårdens IF. W debiutanckim sezonie rozegrał dla niego tylko jedno spotkanie i wywalczył z klubem tytuł mistrza kraju. Kolejne rozgrywki szwedzki piłkarz spędził na wypożyczeniu w Spårvägens FF. Do Djurgårdens powrócił na sezon 2000, kiedy wystąpił w 27 ligowych pojedynkach. W 2000 i 2002 roku Dorsin wraz z zespołem znów wywalczył mistrzostwo Szwecji. W 2003 roku przeniósł się do Francji, gdzie podpisał kontrakt z RC Strasbourg. W nową drużyną uplasował się na trzynastej pozycji w tabeli Ligue 1, po czym odszedł do Rosenborga Trondheim. Z nowym klubem Szwed w 2004 i 2006 roku zwyciężył w rozgrywkach Tippeligaen. Dla Rosenborga Dorsin rozegrał łącznie 74 ligowe mecze i zdobył pięć bramek. W 2007 roku został zawodnikiem CFR-Ecomax Cluj, z którym zdobył mistrzostwo Rumunii. Latem 2008 roku postanowił powrócić do Rosenborga. W 2009 roku zdobył z nim mistrzostwo Norwegii.

## Kariera reprezentacyjna
Dorsin ma za sobą 31 występów w reprezentacji swojego kraju do lat 21. W 2004 roku zajął z nią czwarte miejsce w Mistrzostwach Europy juniorów. W dorosłej kadrze Dorsin zadebiutował w 2001 roku. W maju 2008 roku Lars Lagerbäck powołał go do drużyny narodowej na Euro 2008.